# Joseph-Pierre Proudhon
Joseph-Pierre Proudhon (også angivet som Pierre-Joseph Proudhon) (født 15. januar 1809, død 19. januar 1865) var en fransk politisk filosof, mutualistisk tænker og socialist. Proudhon var den første, der betegnede sig som "anarkist", og han betragtes som en af de første anarkister, selvom der har været tidligere strømninger gennem historien med klare anarkistiske træk, uden at de dog brugte denne betegnelse. Han gik ind for mutualisme, men ville afskaffe staten, og derfor kalder man hans teoretiske retning for mutualistisk anarkisme. I modsætning til de kommunistiske anarkister, går Proudhon ind for en form for ejendom og anser det frie initiativ og den frie konkurrence som drivkraften i samfundet. Senere gik Proudhon over til at kalde sig føderalist. 

## Politisk filosofi

### Ejendom er tyveri og ejendom er frihed
Proudhon blev kendt for sit udsagn "Ejendom er tyveri" i sit værk Qu’est-ce que la propriété? (dansk: Hvad er ejendom? eller Hvad er ejendomsret?), hans første større værk, udgivet i 1840. Udgivelsen af "Qu’est-ce que la propriété?" påkaldte sig opmærksomhed fra de franske myndigheder og fra Karl Marx, der påbegyndte en korrespondance med Proudhon. De to mænd havde indflydelse på hinanden, og de mødtes i Paris, da Marx var i exil dér. Venskabet blev imidlertid siden brat afbrudt, da Marx med ugivelsen af La Misère de la Philosophie (Filosofiens elendighed) foretog en negativ bedømmelse af Proudhons Système des Contradictions Economique, ou Philosophie de la Misère (De økonomiske modsigelsers system eller elendighedens filosofi), hvilket var en af årsagerne bag splittelsen mellem anarkistiske og marxistiske grene af Første Internationale. 
I både Qu’est-ce que la propriété? og Théorie de la propriété udtrykker Proudhon "ejendom er tyveri", "ejendom er umuligt", "ejendom er despoti" og "ejendom er frihed". Udsagnene "ejendom er tyveri" og "ejendom er frihed" kan ved første øjekast virke som modsætninger. Men ved "ejendom er tyveri" hentyder Proudhon til kapitalisten eller grundejeren, som han mente stjal profitten for arbejderne som havde deres virke på denne grund eller dette stykke land. Når han siger "ejendom er tyveri" mener han netop denne arbejders ejendom; ikke blot retten til at så al den jord man ønskede, men også retten til ens hjem, værktøjer, samt den indtjening han kan opnå ved at sælge sine goder. For Proudhon er det man producerer ens ejendom, og alt udover det er ikke ens ejendom. Proudhon beskrev det således i Qu’est-ce que la propriété?:
| „ | Mennesket har skabt alt - alt undtagen materialet selv. Jeg hævder derved, at dette materiale kan man kun besidde og benytte på betingelse af, at man permanent bearbejder det - hvilket imidlertid giver ham ejendomsretten over det, han har produceret. Dermed kan vi fastslå følgende: Ejendomsretten til produktet, hvis vi accepterer dette, medfører ikke retten over produktionsmidlerne. (…) Retten til et produkt er eksklusivt -- jus in re; retten til midlerne er fælles -- jus ad rem. | “ |

### Gradualisme
Proudhon troede ikke på vold for at fravriste kapitalisterne deres jord og forbrugsmidler, men foretrak at "brænde ejendomsretten over en sagte ild", og ville heller ikke sidde og se passivt til mens kapitalismens indre mekanismer opløser sig selv, hvorfor han går ind for gradualisme. Man ville altså gradvist udbygge det statsløse samfund indenfor rammerne af den eksisterende kapitalisme. En metode til at opnå dette var folkebanker (se Profit og Udbytning), samt at oprette selvstyrende organisationer og lægge dem i hænderne på arbejderne og forbrugerne. Disse tiltag skulle langsomt underminere statens og kapitalens indflydelse.

### Profit og udbytning
Proudhon ville have profit og udbytning til livs. For at opnå dette skulle der oprettes folkebanker (eller solidaritetsbanker), der skulle udregne hvor store kvanta af varer (målt i arbejdsværdi) en virksomhed indleverede til udveksling i banken, for gennem dette regnskab at udvikle en ensidig kredit mellem producenterne. Folkebankerne ville udlåne rentefrit (eller til en rente der udelukkende ville dække de administrative omkostninger, altså ikke-profitabelt), for på denne måde at lave mekanismer der ville sætte kapitalen ude af stand til at indtjene rente, og efterhånden undergrave det kapitalistiske system ved at folk kunne erhverve alle virksomheder og drive dem i fællesskab uden arbejdsgivere. Alle ville altså kunne udlåne til samme rente, alle varer ville have samme værdi (målt efter arbejdsværdilæren om arbejdskraft) og den kapitalistiske mer-værdi ville blive undgået, for på den måde at komme profit og udbytning til livs.

## Fodnoter
1. ↑  Navnet er anført på engelsk og stammer fra Wikidata hvor navnet endnu ikke findes på dansk.
2. ↑  F.eks. William Godwins værk 'An Enquiry concerning Political Justice' der betragtes som et af de første anarkistiske skrifter, eller anarkistiske træk hos taoisterne eller hos besætterne i den engelske Digger-bevægelse i 1649
3. ↑  Joseph-Pierre Proudhon, Qu’est-ce que la propriété?, side 109

 Der er for få eller ingen kildehenvisninger i denne artikel, hvilket er et problem. Du kan hjælpe ved at angive troværdige kilder til de påstande, som fremføres i artiklen.